# Claudia Di Girolamo
Claudia Del Carmen di Girolamo Quesney (Santiago de Xile, 30 de desembre de 1956) és una actriu, directora de teatre i acadèmica xilena, d'ascendència italiana, que compta amb una prominent i distingida trajectòria artística en teatre, cinema i televisió. Considerada la millor intèrpret de les arts escèniques en la historia de la televisió xilena i és una de les millors actrius del teatre xilè del segle XXI.
Els seus primers anys en la indústria de la televisió van estar marcats per l'èxit. A començaments la dècada de 1980, els registres de Di Girolamo van estar marcats amb diverses actuacions aclamades per la crítica, ocupant els papers estelars a les telenovel·les de Canal 13, entre elles La madrastra i Los títeres. En la dècada de 1990, amb el retorn de la democràcia al seu país, es va incorporar a Televisión Nacional de Chile, on va començar el període més reeixit de la seva carrera, e encapçalant les primeres superproduccions de la història de la televisió xilena, en plena Època d'Or de les teleseries, entre les dècades de 1990 i 2000, amb títols com Trampas y caretas, Estúpido cupido, Iorana, La fiera, Romané, Pampa Ilusión i El circo de las Montini. Fins a finals de la dècada de 2000, va ser la figura femenina més important de la cadena pública. A causa del seu èxit comercial, durant dues dècades, entre els actors de televisió, va ser la més rendible.
En el seu estil d'interpretació s'ha destacat per la seva versatilitat en construir i interpretar una extensa gamma de papers que van des de la caracterització fins al dialecte i és àmpliament apreciada per les seves actuacions en el gènere melodramàtic i històric, encara que els seus majors èxits els ha aconseguit amb dramas romàntics al costat de la seva coestrella Francisco Reyes. En teatre és reconeguda pel seu desenvolupament rígid i decidit a l'hora d'interpretar papers femenins de gran caràcter en drames literaris i tragèdies contemporànies.
Per la seva labor en les arts escèniques l'actriu ha rebut diverses distincions. En 2004 va rebre el Premi Edward W. Said per la seva interpretació a Los Pincheira. En 2005 va rebre una distinció de la Federació de Dones per a la Pau Mundial pel compromís cultural. En 2006 va ser triada com la Millor actriu xilena de tots els temps per la llista de Chile elige. En 2007 va ser triada com la Millor actriu dels primers cinquanta anys de la televisió xilena per Premi Wikén. També va rebre el Premi APES a l'Excel·lència per la seva labor en el teatre. En 2011 va guanyar l'aplaudiment de la crítica especialitzada per la seva interpretació en la sèrie dramàtica Prófugos, guanyant el reconeixement amb una nominació al Nimfa d'Or a la «Millor actriu en drama» en la 51a edició del Festival Internacional de Televisió de Montecarlo. El 2018 es va posicionar com una de les Cinquanta Dones més influents de Xile.El 2022 rva rebre nominació en els Produ Awards pel seu paper en la sèrie de Netflix, 42 días en la oscuridad, aconseguint reconeixement a nivell hispà. En l'actualitat, bat el rècord de l'actriu que ha interpretat més papers principals en les telenovel·les del seu país, coronant-se com la «Reina de les teleseries».

## Filmografia

### Telenovel·les
| Any  | Títol                   | Personatge                        | Ref.   |
| ---- | ----------------------- | --------------------------------- | ------ |
| 1981 | La madrastra            | Luna San Lucas                    |        |
| 1982 | Alguien por quien vivir | Karin Sonnenberg                  |        |
| 1983 | La noche del cobarde    | María Constanza "María C"         |        |
| 1984 | Los títeres             | Artemisa Mykonos                  |        |
| 1985 | Matrimonio de papel     | Carmen Pérez                      |        |
| 1986 | Ángel malo              | Lía Lozano                        |        |
| 1986 | Secreto de familia      | Xenia Cadic                       |        |
| 1987 | La invitación           | Consuelo Vilar                    |        |
| 1990 | ¿Te conté?              | Sabrina Mardones                  |        |
| 1991 | Volver a empezar        | Valentina Urmeneta                |        |
| 1992 | Trampas y caretas       | Mariana Ríos                      |        |
| 1993 | Jaque mate              | Isabella Quesney                  |        |
| 1994 | Rompecorazón            | Patricia Sierra                   |        |
| 1995 | Estúpido cupido         | Hermana Angélica                  |        |
| 1997 | Oro verde               | Natalia Sotomayor                 |        |
| 1998 | Iorana                  | Josefa Soublette                  |        |
| 1999 | La Fiera                | Catalina Chamorro                 |        |
| 2000 | Romané                  | Jovanka Antich                    |        |
| 2001 | Pampa Ilusión           | Inés Clark / Florencio Aguirre    |        |
| 2002 | El circo de las Montini | AOlga Segunda Montini             |        |
| 2003 | Puertas adentro         | Erica Sandoval                    |        |
| 2004 | Los Pincheira           | Marwa Abu Kassem                  |        |
| 2005 | Ídolos                  | Isabel Segovia                    |        |
| 2006 | Cómplices               | Soledad Méndez                    |        |
| 2007 | Cárcel de mujeres       | Camila Prado                      | [ 22 ] |
| 2008 | Viuda alegre            | Beatriz Sarmiento                 |        |
| 2009 | Los exitosos Pells      | Franca Andrade                    |        |
| 2010 | Conde Vrolok            | Elena Medrano                     |        |
| 2011 | La Doña                 | Catalina de los Ríos y Lisperguer |        |
| 2012 | La Sexóloga             | Olivia Pamplona                   |        |
| 2014 | Las 2 Carolinas         | Sofía Parker                      | [ 23 ] |
| 2015 | Matriarcas              | Diana Nazer                       |        |
| 2017 | Dime quién fue          | Adriana Lyon                      | [ 24 ] |
| 2018 | La reina de Franklin    | Julia Tocornal                    |        |
| 2019 | Río oscuro              | Concepción Aldunate               | [ 25 ] |
| 2022 | 42 días en la oscuridad | Cecilia Montes                    | [ 26 ] |

### Sèries
| Any       | Títol                | Personatge          | Ref.   |
| --------- | -------------------- | ------------------- | ------ |
| 1979      | Martín Rivas         | Matilde Elías       |        |
| 1982      | Una familia feliz    | Javiera Altamira    |        |
| 1997      | Sucupira, la comedia | Sara Lineros        |        |
| 1998      | Brigada Escorpión    | Jacqueline Gómez    |        |
| 2008      | Paz                  | Marta de Almendros  | [ 27 ] |
| 2011-2013 | Prófugos             | Kika Ferragut       |        |
| 2016      | Casa de Angelis      | Madama Carla        |        |
| 2020-2022 | La jauría            | Francisca Izquierdo | [ 28 ] |
| 2022      | Cromosoma 21         | Sofía Lombardi      |        |

## Premis i nominacions
| Premi                               | Any  | Categoria                                           | Producció               | Resultat   |
| ----------------------------------- | ---- | --------------------------------------------------- | ----------------------- | ---------- |
| Premis Apes                         | 1993 | Millor actriu de teatre                             | El vicio absurdo        | Nominada   |
| Premis Apes                         | 1995 | Millor actriu de televisió                          | Estúpido cupido         | Nominada   |
| Premis Apes                         | 1999 | Millor actriu de televisió                          | La Fiera                | Guanyadora |
| Premis Apes                         | 2000 | Millor actriu de televisió                          | Romané                  | Nominada   |
| Premis Apes                         | 2001 | Millor actriu de televisió                          | Pampa Ilusión           | Nominada   |
| Premis Apes                         | 2004 | Millor actriu de televisió                          | Los Pincheira           | Nominada   |
| Premis Apes                         | 2008 | Millor actriu de televisió                          | Viuda Alegre            | Guanyadora |
| TV Grama                            | 1995 | Millor actriu                                       | Estúpido cupido         | Guanyadora |
| TV Grama                            | 1999 | Millor actriu                                       | La Fiera                | Guanyadora |
| TV Grama                            | 2000 | Millor actriu                                       | Romané                  | Guanyadora |
| TV Grama                            | 2001 | Millor actriu                                       | Pampa Ilusión           | Nominada   |
| TV Grama                            | 2002 | Millor actriu                                       | El circo de las Montini | Guanyadora |
| TV Grama                            | 2003 | Millor actriu                                       | Puertas Adentro         | Nominada   |
| TV Grama                            | 2006 | Millor actriu                                       | Cómplices               | Guanyadora |
| Premi Altazor de las Ares Nacionals | 2001 | Millor actriu de televisió                          | Romané                  | Nominada   |
| Premi Altazor de las Ares Nacionals | 2002 | Millor actriu de televisió                          | Pampa Ilusión           | Nominada   |
| Premi Altazor de las Ares Nacionals | 2005 | Millor actriu de teatre                             | Psicosis 4:48           | Nominada   |
| Premi Altazor de las Ares Nacionals | 2005 | Millor actriu de televisió                          | Los Pincheira           | Nominada   |
| Premi Altazor de las Ares Nacionals | 2005 | Millor actriu de televisió                          | Ídolos                  | Nominada   |
| Premi Altazor de las Ares Nacionals | 2007 | Millor actriu de televisió                          | Cómplices               | Nominada   |
| Premi Altazor de las Ares Nacionals | 2013 | Millor actriu de teatre                             | El mar en la muralla    | Nominada   |
| Copihue de Oro                      | 2006 | Millor actriu de televisió                          | Cómplices               | Guanyadora |
| Copihue de Oro                      | 2011 | Millor actriu de televisió                          | La Doña                 | Nominada   |
| Copihue de Oro                      | 2012 | Millor actriu de televisió                          | La Sexóloga             | Nominada   |
| Premis Fotech                       | 2006 | Millor actriu principal a telesèries                | Cómplices               | Nominada   |
| Premis Fotech                       | 2008 | Millor actriu principal a telesèries                | Viuda Alegre            | Nominada   |
| Premis Fotech                       | 2011 | Millor actriu principal a telesèries                | La Doña                 | Guanyadora |
| Premis Fotech                       | 2017 | Millor actriu principal a telesèries                | Dime quién fue          | Nominada   |
| Festival de Televisió de Montecarlo | 2011 | Millor actriu principal en drama                    | Prófugos                | Nominada   |
| Premis Caleuche                     | 2019 | Millor actriu de suport en telesèries               | Río oscuro              | Nominada   |
| Premis Caleuche                     | 2023 | Millor actriu protagonista en sèries i/o minisèries | 42 días en la oscuridad | Pendent    |
| Premis Marés                        | 2019 | Millor actriu en drama                              | Río oscuro              | Guanyadora |
| Premis Marés                        | 2022 | Millor actriu en drama                              | 42 días en la oscuridad | Guanyadora |
| Premis Marés                        | 2021 | Millor actriu de suport en drama                    | La jauría               | Guanyadora |
| Premis Estrella                     | 2021 | Mejor interpretació antagonica femenina             | La jauría               | Guanyadora |
| Produ Awards                        | 2022 | Millor actriu principal en serie dramàtica          | 42 días en la oscuridad | Nominada   |
| TSS Awards                          | 2022 | Millor actriu                                       | 42 días en la oscuridad | Guanyadora |
| ForoNovelas                         | 2022 | Millor actriu                                       | 42 días en la oscuridad | Guanyadora |